# Библиотека казнено поправног завода Источно Сарајево
Библиотека казнено поправног завода Источно Сарајево је позајмна библиотека за затворенике и притворенике која се налази у саставу Казнено поправног завода Источно Сарајево, у Источном Сарајеву, Република Српска, БиХ. Налази се на адреси Меше Селимовића бр. 1.

## Казнено поправни завод Источно Сарајево
Казнено поправни завод Источно Сарајево је завод полуотвореног типа, сложен по структури и категорији смештених лица. У овој установи смештене су следеће категорије: осуђена лица мушког и женског пола; притворена лица мушког и женског пола и малолетна осуђена и притворена лица.

## Библиотека
У казнено поправном заводу у циљу смисленог коришћења слободног времена и одржавања менталног и физичког здравља затвореника и притвореника, нуди се широка лепеза активности које се спроводе у склопу културно-просветних и спортских активности.
Постоји могућност школовања, обзиром да Завод има уговоре са средњим и основим школама. 
Међу многим секцијама које су у дому формиране, најпопуларнија секција међу осуђеницима је драмско-рецитаторско-фолклорно-позоришна секција. Она им пружа прилику да изразе своја осећања. У дому је отворена и библиотека. Библиотека у фонду има око 4.000 наслова.
Затвореници и притвореници читају књиге разноликог жанра, од белетристике до стручне литературе. Читају књиге верског карактера, авантуристичке књиге, криминалистичке као и књиге из области психологије.